# 日本調査業団体連合会
日本調査業団体連合会（にほんちょうさぎょうだんたいれんごうかい）は、日本の調査業（探偵興信所など）の業界団体の1つである。

## 連合会設立の経緯
- 日本の興信所発祥の地である大阪において、1985年（昭和60年）に我が国の調査業団体としては最初に公益法人として設立された、社団法人大阪府調査業協会の呼びかけにより、各地域で活動している探偵調査業の協会・団体による会合が、2011年（平成23年）7月22日大阪キャッスルホテル内の会議場で行われ、設立されたものである。

## 活動目的
- 参加した各地域の協会及び団体が平等な立場で、それぞれの協会の意見・特質を尊重しつつ、相互の連携と親睦を深め、情報交換と調査研究を実施し、調査業の発展に向けた活動を行うことを目的としている。

## 本部事務局
- 大阪府大阪市中央区天満橋京町1番1号・京阪ビルディング西館405号